# Sprite Comic
Sprite Comic – komiks internetowy do którego użycia używa się tzw. sprite'ów, czyli dwumiarowych obrazków przedstawiających przedmioty bądź postacie, które wkleja się na tła (ang. backgrounds, tworząc tym samym historię.